# Bathylychnops brachyrhynchus
Bathylychnops brachyrhynchus is een straalvinnige vissensoort uit de familie van de hemelkijkers (Opisthoproctidae). De wetenschappelijke naam van de soort is voor het eerst geldig gepubliceerd in 1937 door Parr.